# Rhododendron armitii
Rhododendron armitii är en ljungväxtart som beskrevs av F. M. Bailey. Rhododendron armitii ingår i släktet rododendron, och familjen ljungväxter. Inga underarter finns listade i Catalogue of Life.